# Neaxius glyptocercus
Neaxius glyptocercus is een tienpotigensoort uit de familie van de Strahlaxiidae. De wetenschappelijke naam van de soort is voor het eerst geldig gepubliceerd in 1868 door von Martens.